# Burgasé
Burgasé est un village de la province de Huesca, situé dans le Sobrarbe à environ cinq kilomètres au nord-est de la ville de Fiscal. Il a compté jusqu'à 182 habitants en 1900 mais est aujourd'hui inhabité. Comme ceux des villages de Jánovas et La Cort de Tricas, ses habitants ont été expropriés et expulsés au cours des années 1960 dans le cadre du projet de construction du barrage de Jánovas, finalement non réalisé.